# Basttjärn
Basttjärn is een plaats in de gemeente Ljusnarsberg in het landschap Västmanland en de provincie Örebro län in Zweden. De plaats heeft 66 inwoners (2005) en een oppervlakte van 15 hectare.